# アリス・バブス
アリス・バブス（Alice Babs、1924年1月26日 - 2014年2月11日）は、スウェーデン出身で、ヨーロッパを中心に国際的に活躍した歌手。女優。
バブスは1924年、スウェーデンのカルマル市生まれ。ポップス、ジャズ、フォーク、ヨーデル等と幅広いジャンルをこなす歌手であった。10代の頃、スカンジナビアからドイツに進出し、1958年に母国の歌手として初めて参加したユーロビジョン・ソング・コンテストで4位に入賞し、スベンド・アスムッセンを含むバンドを結成し、国際的にも活躍した。その後、女優業にも進出してる｡
2014年2月11日、90歳でアルツハイマーの合併症により逝去。

## 英語圏での活躍
1960年代に入り、バンド・メンバーのスベンド・アスムッセンとユーリク・ノイマンと共に全米をツアーし、『エド・サリヴァン・ショー』に出演し、ロサンゼルスにあったアンバサダーホテルの「Coconut Grove」でも演奏した｡
1963年にイギリスに進出し、フォンタナ・レコードより「After You've Gone」を発表する。原曲は1918年発表のスタンダードナンバーであり、日本においては「君去りしのち」または「君去りあと」の邦題で、ジャズなどの楽曲として知られる。バブスが出したのは、軽快なポップスにアレンジしたバージョンであり、失恋曲にも係わらず、キャッチーでかなりのアップテンポな仕上がりになっている。イギリスにおいてのヒットチャートでは最高で29位獲得ている。ちなみにB面は「St. Louis Blues Twist」（Label:Fontana: BF 409 Format）で、原曲は「セントルイス・ブルース」。こちらもかなりアレンジしたポップスに仕上がっている。ただ、日本においてはシングルカットはされていない。

## フィルモグラフィ
- Thunder and Lightning (1938年) ※クレジットなし
- Swing it, magistern! (1940年)
- Magistrarna på sommarlov (1941年)
- Sjung och le (1941年) ※短編
- Vårat gäng (1942年)
- En trallande jänta (1942年)
- Eaglets (1944年)
- Skådetennis (1945年) ※短編
- Det glada kalaset (1946年)
- Song of Stockholm (1947年)
- Drömsemestern (1952年)
- H.C. Andersens sagor (1952年)
- Kungen av Dalarna (1953年)
- I dur och skur (1953年)
- Resan till dej (1953年)
- Swedish Girl (1955年)
- Symphonie in Gold (1956年)
- Swing it, fröken (1956年)
- Musik ombord (1958年)
- Swinging at the Castle (1959年)
- Alice Babs – Swing´it (2008年) ※ドキュメンタリー
- Alice Babs förlorade rättigheter (2013年) ※ドキュメンタリー